# UVS in het seizoen 1959/60
Het seizoen 1959/1960 was het vijfde jaar in het bestaan van de Leidense betaaldvoetbalclub UVS. De club kwam uit in de Tweede divisie A en eindigde daarin op de 10e plaats. Door de sanering in het betaald voetbal heeft de KNVB de onderste drie teams van beide divisies, aangevuld met de voorlaatsten van het seizoen ervoor, in een degradatiepoule geplaatst. Hierin haalde de club de tweede plaats.

## Wedstrijdstatistieken

### Tweede divisie A
|       | Baronie | EBOH  | EDO   | Haarlem | LONGA | N.E.C. | ONA   | Roda Sport | De Valk | Wilhelmina | Xerxes |
| ----- | ------- | ----- | ----- | ------- | ----- | ------ | ----- | ---------- | ------- | ---------- | ------ |
| Thuis | 2 – 2   | 2 – 4 | 5 – 1 | 1 – 1   | 2 – 2 | 1 – 0  | 3 – 1 | 1 – 2      | 2 – 0   | 0 – 4      | 1 – 1  |
| Uit   | 1 – 0   | 2 – 2 | 2 – 1 | 3 – 3   | 2 – 2 | 1 – 3  | 3 – 2 | 3 – 1      | 2 – 0   | 0 – 1      | 3 – 1  |

### Degradatiecompetitie
| 1e speelronde                                                                                        | Zwolsche Boys                                                                       | 0 – 0         | UVS                                                        |
| 10 april 1960 Plaats: Zwolle Gemeentelijk Sportpark Toeschouwers: 3.500 Scheidsrechter: Bob Tientjes |                                                                                     |               |                                                            |
| 2e speelronde                                                                                        | UVS                                                                                 | 1 – 0 (1 – 0) | ONA                                                        |
| 16 april 1960 Plaats: Leiden Wassenaarseweg Toeschouwers: 4.500 Scheidsrechter: Andries van Leeuwen  | Jacques van Leeuwen 32'                                                             |               |                                                            |
| 3e speelronde                                                                                        | UVS                                                                                 | 0 – 0         | Xerxes                                                     |
| 18 april 1960 Plaats: Leiden Wassenaarseweg Toeschouwers: 4.500 Scheidsrechter: Ad Boogaerts         |                                                                                     |               |                                                            |
| 4e speelronde                                                                                        | Rheden                                                                              | 0 – 4 (0 – 2) | UVS                                                        |
| 24 april 1960 Plaats: Rheden Thomassen-terrein Toeschouwers: 1.000 Scheidsrechter: Joop Martens      |                                                                                     |               | 3', 22' Coen Rijshouwer 65' Leo van Toorn 81' Han Verhoeks |
| 5e speelronde                                                                                        | UVS                                                                                 | 4 – 1 (1 – 0) | Velocitas                                                  |
| 1 mei 1960 Plaats: Leiden Wassenaarseweg Toeschouwers: 4.500 Scheidsrechter: Cor van den Berg        | Leo van Toorn 11', 68' Wim van Kampen 52' (pen.) Ben Goosens 65'                    |               | 47' Evert Drommel                                          |
| 6e speelronde                                                                                        | Baronie                                                                             | 2 – 0 (1 – 0) | UVS                                                        |
| 5 mei 1960 Plaats: Breda Fatimastraat Toeschouwers: 3.500 Scheidsrechter: Huib van den Berg          | Wim van den Broek 20' Piet van den Broek 67'                                        |               |                                                            |
| 7e speelronde                                                                                        | UVS                                                                                 | 0 – 0         | Zwartemeer                                                 |
| 8 mei 1960 Plaats: Leiden Wassenaarseweg Toeschouwers: 4.500 Scheidsrechter: Henk Gennissen          |                                                                                     |               |                                                            |
| 8e speelronde                                                                                        | UVS                                                                                 | 4 – 0 (1 – 0) | Zwolsche Boys                                              |
| 15 mei 1960 Plaats: Leiden Wassenaarseweg Toeschouwers: 4.000 Scheidsrechter: Jaap Verkerk           | Wim van Kampen 21', 77' (pen.) Leo van Toorn 80' Han Verhoeks 81'                   |               |                                                            |
| 9e speelronde                                                                                        | ONA                                                                                 | 1 – 2 (0 – 2) | UVS                                                        |
| 22 mei 1960 Plaats: Gouda Walvisstraat Toeschouwers: 4.500 Scheidsrechter: Jan Mondeel               | Adrie van den Berg 85'                                                              |               | 4' Coen Rijshouwer 38' Leo van Toorn                       |
| 10e speelronde                                                                                       | Xerxes                                                                              | 1 – 0 (1 – 0) | UVS                                                        |
| 26 mei 1960 Plaats: Rotterdam Xerxesweg Toeschouwers: 4.000 Scheidsrechter: André La Croix           | Wim Pijpe 31'                                                                       |               |                                                            |
| 11e speelronde                                                                                       | UVS                                                                                 | 5 – 1 (3 – 0) | Rheden                                                     |
| 29 mei 1960 Plaats: Leiden Wassenaarseweg Toeschouwers: 2.500 Scheidsrechter: Janus Aalbrecht        | Wim van Kampen 34', 37' (pen.) Leo van Toorn 45' Freek Filippo 61' Han Verhoeks 65' |               | 88' H.C.M. Westdorp                                        |
| 12e speelronde                                                                                       | Velocitas                                                                           | 0 – 2 (0 – 1) | UVS                                                        |
| 4 juni 1960 Plaats: Groningen Oosterpark Toeschouwers: 1.500 Scheidsrechter: Wim Beltman             |                                                                                     |               | 6' Wim van Kampen 75' Coen Rijshouwer                      |
| 13e speelronde                                                                                       | UVS                                                                                 | 5 – 1 (1 – 1) | Baronie                                                    |
| 6 juni 1960 Plaats: Leiden Wassenaarseweg Toeschouwers: 3.000 Scheidsrechter: Cor van den Berg       | Wim van Kampen 7', 48' (pen.) Coen Rijshouwer 61' Han Verhoeks 85'                  |               | 45' (pen.) Ad van Ierssel                                  |
| 14e speelronde                                                                                       | Zwartemeer                                                                          | 5 – 1 (1 – 1) | UVS                                                        |
| 12 juni 1960 Plaats: Klazienaveen Mr. Ovingstraat Toeschouwers: 3.800 Scheidsrechter: Joop Martens   | Jan Smit 18' Gerard Lippold 48', –' Tonny Roosken Job Drent                         |               | 22' Wim van Kampen                                         |

## Statistieken UVS 1959/1960

### Eindstand UVS in de Nederlandse Tweede divisie A 1959 / 1960
| Stand | Gespeeld | Gewonnen | Gelijk | Verloren | Punten | Doelpunten voor | Doelpunten tegen |
| ----- | -------- | -------- | ------ | -------- | ------ | --------------- | ---------------- |
| 10e   | 22       | 6        | 7      | 9        | 17*    | 36              | 40               |

### Topscorers
| #      | Naam             | Goal |
| ------ | ---------------- | ---- |
| 1.     | Hennie Bekkering | 8    |
| 2.     | Wim van Kampen   | 7    |
| 3.     | Coen Rijshouwer  | 6    |
| 4.     | Leo van Toorn    | 5    |
| 5.     | Freek Filippo    | 4    |
| 6.     | Wim Bekkering    | 2    |
| 6.     | Han Verhoeks     | 2    |
| 8.     | Gerard Devilee   | 1    |
| 8.     | Jan Verkuijlen   | 1    |
| Totaal | Totaal           | 36   |

| #      | Naam                | Goal |
| ------ | ------------------- | ---- |
| 1.     | Wim van Kampen      | 10   |
| 2.     | Leo van Toorn       | 6    |
| 3.     | Coen Rijshouwer     | 5    |
| 4.     | Han Verhoeks        | 4    |
| 5.     | Freek Filippo       | 1    |
| 5.     | Ben Goosens         | 1    |
| 5.     | Jacques van Leeuwen | 1    |
| Totaal | Totaal              | 28   |